# Zetterströmmunstycke

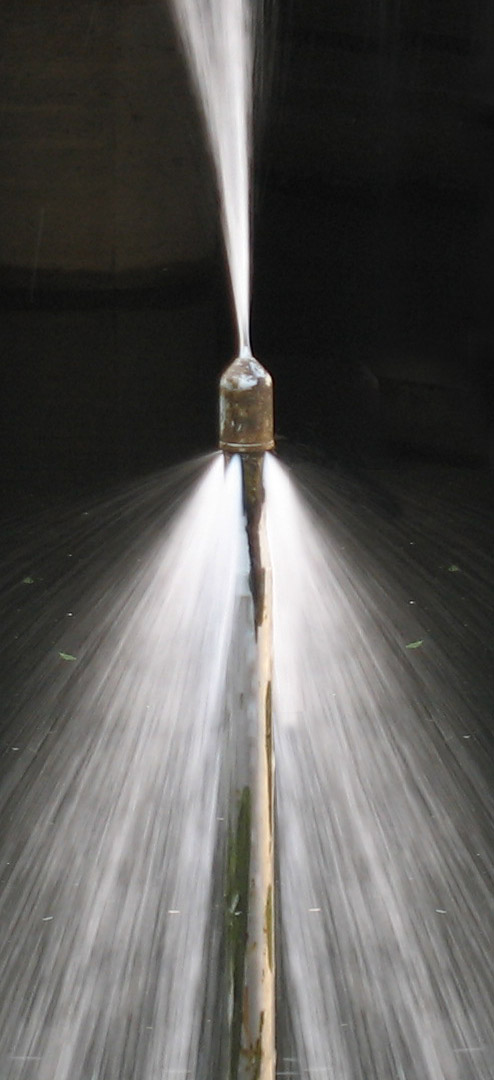
Zetterströmmunstycke

Ett Zetterströmmunstycke är ett hjälpmedel vid marinarkeologiska undersökningar som uppfanns av dykaren Arne Zetterström. Det fungerar enligt principen att spruta ut lika mängder vatten både framåt och bakåt för att undvika en rekyleffekt vid undervattensarbete. Dessa munstycken har bland annat kommit till användning vid bärgningen av 1600-talsskeppet Vasa.